# アナト・アシュケナージ
アナト・アシュケナージ（Anat Ashkenazi、1972年8月 - ）は、アメリカ合衆国の経営者。Googleおよびその親会社であるAlphabetの最高財務責任者。イーライリリー・アンド・カンパニーのCFO兼社長。

## 略歴
インディアナ州出身のイスラエル系アメリカ人。イスラエルのヘブライ大学で金融と経済学の学士を取得し、テルアビブ大学でMBAを取得した。その後、イスラエルのマアロット・スタンダード&プアーズとハポアリム銀行で金融サービスに携わった。
2001年にイーライリリー・アンド・カンパニーへ入社。戦略、財務、リリー・リサーチ・ラボラトリーズ上級副社長、コントローラーを歴任した。2021年に同社のCFOに就任した。また、企業戦略計画チームやビジネス変革オフィスを率い、同社のCFOとして様々なグローバルビジネス分野に携わった。2024年7月までイーライリリーのCFOと執行委員会のメンバーを務めた。
2024年6月5日、Googleとその親会社であるAlphabetのCFOに任命された。同年7月31日にルース・ポラットの後任で両社CFOに就任した。

## 人物
マラバイ・ライフサイエンシズ・ホールディングスの取締役である。かつてはバリアン・メディカル・システムズの取締役を務めた。